# 344 до н. е.

## Події
- місто Лариса захопив Філіпп ІІ.
- правитель Сіракуз та східної Сицилії Тімолеонт
- цар Боспорського царства Перісад I

## Померли
- сатрап Софени і Мітанні Єрванд I